# Szergo Kvarachelia
Szergo Kvarachelia (grúzul: სერგო კვარაცხელია, a nemzetközi sajtóban Sergo Kvaratskhelia; Zugdidi, 1958. március 28. –) grúz nemzetközi labdarúgó-játékvezető.

## Pályafutása

### Nemzeti kupamérkőzések
Vezetett kupadöntők száma: 5.

#### Grúz Kupa
| Időpont         | Helyszín                           | Mérkőzés típusa | Mérkőzés                             | Eredmény | Nézők száma |
| --------------- | ---------------------------------- | --------------- | ------------------------------------ | -------- | ----------- |
| 1993. május 26. | Borisz Paicsadze Stadion, Tbiliszi | döntő           | Dinamo Tbiliszi–Dinamo Batumi        | 4 – 2    | 25 000      |
| 1997. május 26. | Borisz Paicsadze Stadion, Tbiliszi | döntő           | Dinamo Tbiliszi–FC Dinamo Batumi     | 1 – 0    | 10 000      |
| 1998. május 26. | Borisz Paicsadze Stadion, Tbiliszi | döntő           | Dinamo Tbiliszi–FC Dinamo Batumi     | 1 – 2    | 19 000      |
| 1999. május 26. | Borisz Paicsadze Stadion, Tbiliszi | döntő           | Torpedo Kutaiszi–SZK Szamgurali      | 0 – 0    | 24 000      |
| 2000. május 26. | Borisz Paicsadze Stadion, Tbiliszi | döntő           | Lokomotivi Tbiliszi–Torpedo Kutaiszi | 0 – 0    | 15 000      |

### Nemzetközi játékvezetés
A Grúz labdarúgó-szövetség Játékvezető Bizottsága (JB) 1995-ben terjesztette fel nemzetközi játékvezetőnek, a Nemzetközi Labdarúgó-szövetség (FIFA) bíróinak keretébe. Több nemzetek közötti válogatott és klubmérkőzést vezetett. A grúz nemzetközi játékvezetők rangsorában, a világbajnokság-Európa-bajnokság sorrendjében többedmagával a 2. helyet foglalja el 2 találkozó szolgálatával. Az aktív nemzetközi játékvezetéstől 2003-ban a FIFA 45 éves korhatárát elérve búcsúzott.

#### Világbajnokság
A világbajnoki döntőhöz vezető úton Franciaországba a XVI., az 1998-as labdarúgó-világbajnokságra a FIFA JB bíróként alkalmazta.
| Időpont          | Helyszín               | Mérkőzés típusa           | Mérkőzés                  | Eredmény | Nézők száma |
| ---------------- | ---------------------- | ------------------------- | ------------------------- | -------- | ----------- |
| 1996. október 9. | Dinamo Stadion, Minszk | előselejtező (7. csoport) | Fehéroroszország–Litvánia | 1 – 1    | 7 300       |

#### Európa-bajnokság
Az európai-labdarúgó torna döntőjéhez vezető úton Angliába a X., az 1996-os labdarúgó-Európa-bajnokságra az UEFA JB játékvezetőként foglalkoztatta.
| Időpont        | Helyszín                   | Mérkőzés típusa           | Mérkőzés                    | Eredmény | Nézők száma |
| -------------- | -------------------------- | ------------------------- | --------------------------- | -------- | ----------- |
| 1995. május 6. | Luzsnyiki Stadion, Moszkva | előselejtező (7. csoport) | Oroszország–Feröer-szigetek | 3 – 0    | 5 024       |